# FK Púchov
FK Púchov é uma equipe eslovaca de futebol com sede em Púchov. Disputa a primeira divisão da Eslováquia (Campeonato Eslovaco de Futebol).
Seus jogos são mandados no Futbalový štadión Nosice.

## História
O FK Púchov foi fundado em 1920.

## Títulos
- Copa da Eslováquia: 01 (2002-03).
- Campeonato Eslovaco - Segunda Divisão: 01 (1999-00).